# La Fin de l'homme rouge
La Fin de l'homme rouge ou le temps du désenchantement (en russe : Время секонд хэнд (Конец красного человека)) est un essai de Svetlana Aleksievitch paru en 2013. En France, l'ouvrage a obtenu le prix Médicis essai en 2013 et a été salué comme le « meilleur livre » de l'année 2013 par la revue littéraire Lire. 
Il est à noter également que Svetlana Aleksievitch recevra en 2015, soit deux ans après la parution de l'ouvrage, son dernier en date, le Prix Nobel de littérature pour l'ensemble de son œuvre.

## Plan de l'ouvrage
L'essai de plus de cinq cents pages s'articule en :
- Une courte introduction de l'auteur : « Remarques d'une complice ».
- Une première partie : « La consolation par l'Apocalypse » : « Dix histoires dans un intérieur rouge », qui se concentre sur les années 1990.
- Une seconde partie : « La fascination du vide » : « Dix histoires au milieu de nulle part », qui se concentre sur les années 2000.
- Un épilogue : « Commentaires d'une femme ordinaire ».

Chacune des deux parties est introduite par un chapitre intitulé : « Tiré des bruits de la rue et des conversations de cuisine ».

## Débuts de l'homme rouge
Parmi les motivations de la foi communiste, un de ses interlocuteurs place le roman utopiste Que faire ? (1863), de Nikolaï Tchernychevski, avec le personnage fictionnel de Rakhmetov (en) et les rêves de Véra Pavlovna, particulièrement le quatrième : « Des maisons de cristal et d'aluminium... Des jardins de citronniers et d'orangers au cœur des villes... Un avenir radieux et magnifique... » (p. 219).

## Réception
Le livre obtient le prix Médicis essai 2013 en France.
Cette nostalgie du communisme est souvent mêlée à celle de la jeunesse, la période communiste étant pour la plupart des personnes interrogées présentées comme celle des premiers amours et des illusions idéologiques d’une période juvénile.
De manière paradoxale cette nostalgie est associée à la description implacable et souvent insoutenable des horreurs concrètes de plusieurs décennies de communisme, y compris sous la forme d’aveux tardifs exprimés dans les témoignages. Le livre détaille les supplices, arrestations arbitraires, violences de masse, humiliations, mutilations, travaux forcés, en les présentant de manière répétée comme des maux jugés nécessaires à l’époque à la construction d’un régime communiste réel. Ce livre est ainsi un témoignage glaçant sur la possibilité d’une manipulation de masse dans un régime totalitaire.
L’échantillon des personnes interrogées donne une vision partielle de la société russe de l’époque post-Perestroika. Une grande partie des témoins insistent en effet sur le fait que cette nostalgie de l’URSS est incomprise par la majeure partie de leurs contemporains qui vouent aux gémonies l’époque soviétique.

## Édition française
- Svetlana Aleksievitch (trad. Sophie Benech), La Fin de l'homme rouge ou le temps du désenchantement, Arles, Actes Sud, 2013, 542 p. (ISBN 978-2-330-02347-8, présentation en ligne)

## Adaptations théâtrales
En France, l'ouvrage fait l'objet de deux adaptations au théâtre :
- 2018 : La Fin de l'homme rouge ou le Temps du désenchantement, mise en scène et adaptation Stéphanie Loïk, avec Nadja Bourgeois, Heidi Eva Clavier, Lucile Chevalier, Vera Ermakova et Adrien Guiton[3] ;
- 2019 : La Fin de l’homme rouge, mise en scène Emmanuel Meirieu, avec Anouk Grinberg, Stéphane Balmino, Evelyne Didi, Xavier Gallais, Jérôme Kircher, André Wilms et Maud Wyler[4],[5].

Au Québec, le texte a été adapté au théâtre de Quat'Sous :
- 2024 : La fin de l’homme rouge, mise en scène et montage dramaturgique Catherine De Léan, avec Laurence Dauphinais, Vitali Makarov, Dominique Quesnel et Micha Raoutenfeld[6],[7].